# Eissiduelh
Eissiduelh (en francès Excideuil) és un municipi francès situat al departament de la Dordonya i a la regió de la Nova Aquitània. El primer esment del nom en llatí Exidolium (llatí) data del 571.

## Demografia
| 1962                                       | 1968  | 1975  | 1982  | 1990  | 1999  | 2007  |
| ------------------------------------------ | ----- | ----- | ----- | ----- | ----- | ----- |
| 1.578                                      | 1.660 | 1.663 | 1.535 | 1.414 | 1.320 | 1.323 |
| Des de 1962: població sense dobles comptes |       |       |       |       |       |       |

## Agermanaments
- Murillo de Río Leza